# Villa Delfia
Villa Delfia is het 40e stripverhaal van De Kiekeboes. De reeks wordt getekend door striptekenaar Merho. Het album verscheen in 1987.

## Verhaal
Aan de Côte Anyeau in Frankrijk worden er aanslagen gepleegd op een aantal beroemde restaurants: Boulchique, La vaiselle en or en La mère Matuvu. Marcel Kiekeboe wordt in opdracht van Kreuvett naar de plaats van het delict gestuurd en ontdekt dat de beroemde schrijver Lambert Saint Val bij de aanslagen telkens aan de dood ontsnapte. Fanny dringt Villa Delfia, de woonst van Saint Val, binnen, met behulp van haar nieuwe vriend Pascal. Ze worden ontdekt door de gevaarlijke gangster Sam Etégal.